# Holy Records
Holy Records je francouzské hudební vydavatelství založené v roce 1992 Philippem Courtoisem de l'Argilièrem (mj. členem francouzské melodic deathmetalové kapely Misanthrope) a Séverinem Foujanetem. Specializuje se na metal.
Na vydaných nahrávkách používá katalogové číslo se zkratkami HO nebo HOLY.
Holy Records vydává samplery The Holy Bible a Holy-er Than Thou, na nichž představuje kapely ze své stáje.

## Kapely
Seznam vybraných kapel, jejichž desky vyšly u Holy Records:
- Elend
- Godsend
- Gloomy Grim
- Misanthrope
- Natron
- Nightfall[1]
- On Thorns I Lay
- Orphaned Land
- Septicflesh[1]
- Serenity
- Soulgrind[2]
- Tristitia
- Stille Volk
- S.U.P.
- Yearning[1]